# Стивен Хокинг в культуре и искусстве
Стивен Хокинг упоминается в литературных, музыкальных, кинематографических произведениях искусства. Сам Стивен также участвовал в медиа-проектах.

## Музыка
- Альбом Chronologie Жана-Мишеля Жарра 1993 года был написан под влиянием книги «Краткая история времени» Стивена Хокинга[1].
- Цифровой голос Хокинга присутствует на альбомах группы Pink Floyd «The Division Bell» (1994) в композиции «Keep Talking» и «The Endless River» (2014) в композиции «Talkin’Hawkin», а также в шуточной версии песни Майкла Джексона «The Girl Is Mine» в исполнении Ричарда Чиза на альбоме «Aperitif For Destruction» (2005).

## Комиксы
- «Бог мёртв» (2013), комикс за авторством Джонатана Хикмана, Майка Косты и Дина Аморима. Один из персонажей — доктор Генри Родес, инвалид-колясочник, общающийся посредством голосового синтезатора, основан на образе Стивена Хокинга.

## Кинематограф, анимация, телевидение
- Персонаж Хокинга присутствует в телесериалах «Третья планета от Солнца», «Компьютерщики», «Теория Большого взрыва», имеется аллюзия в «Звёздные врата: Вселенная». Кроме того, персонаж «гениальный физик в инвалидном кресле» появляется в мультсериале «Гриффины» (эпизоды «April in Quahog» и «The Splendid Source»), «Футурама», в сериалах «Звёздный путь: Следующее поколение» (6-й сезон, 26-я серия), «Lexx», в анимационном фильме «Всем хана!» (Disaster!) (2005), в комедиях «Супергеройское кино» и «Блондинка в законе», в мультфильме «Полный расколбас».
- В пародийной комедии «Супергеройское кино» (2008) одним из персонажей является доктор Хокинг, которого сыграл Роберт Джой.
- Упоминается в фильме «Мстители» (2012), при сравнении с Брюсом Бэннером.
- В телесериале «Тайны Смолвиля» присутствовал персонаж Вирджил Свонн, который имеет большое сходство со Стивеном Хокингом.
- По сюжету сериала «Хор» одна из героинь, Бриттани, является дочерью Стивена Хокинга[3].
- Стивен Хокинг является персонажем Epic Rap Battles of History, где он противопоставляется Альберту Эйнштейну.
- Стивен Хокинг появляется в 5 эпизоде второго сезона мультсериала Мистер Пиклз.

### Иное
- В честь Стивена Хокинга в трилогии Mass Effect названа одна из звёздных систем («Эта Хокинга»).
- В серии Shin Megami Tensei встречается персонаж Стивен, по облику сильно напоминающий Стивена Хокинга.

### Эпизоды с участием Хокинга
- Хокинг снялся в телесериале «Теория Большого взрыва». Он появляется:
  - в 21 серии 5 сезона «The Hawking Excitation»,
  - в 14 серии 8 сезона «The Troll Manifestation» и
  - в 9 серии 10 сезона «The Geology Elevation»[4][5].
- Хокинг озвучивал сам себя в мультсериале «Симпсоны» (в 10-м, 16-м и 22-м сезонах) и фильме «Футурама: Зверь с миллиардом спин». Также он появляется в одном из эпизодов мультсериала «Гадкие американцы». Закадровый голос научно-фантастического сериала «Хроники будущего». Появляется в коротком музыкальном клипе канала «Discovery» под названием «I Love The World».
- Хокинг сыграл эпизод в скетче Galaxy Song шоу Monty Python Live (Mostly) (2014) вместе с физиком Брайаном Коксом.
- Стивен Хокинг сыграл сам себя в одном из эпизодов сериала «Звёздный путь: Следующее поколение». В этом эпизоде один из героев сериала, андроид Дейта, играет в покер на голопалубе с Хокингом, Исааком Ньютоном и Альбертом Эйнштейном[6][7].
- Хокинг снялся в рекламном ролике Jaguar в роли типичного британского злодея.